# Янаково
Янаково или Янакиево (на гръцки: Γιαννακοχώρι, Янакохори, катаревуса: Γιαννακοχώριον, Янакохорион, до 1926 година Γιαννάκοβο, Янаково, катаревуса: Γιαννάκοβον, Янаковон) е село в Република Гърция, област Централна Македония, дем Негуш.

## География
Селото е разположено на Голема река, на 290 m надморска височина в североизточните склонове на планината Каракамен (Негуш планина или Дурла, на гръцки Вермио), на 7 km северно от демовия център Негуш.
В селото е едно от двете имения на винарната „Кир Яни“. В него има запазена османска кула, паметник на културата.

## История

### В Османската империя
В 1748 година селото е включено в казата Йенидже-и Вардар и е част от зиамет на Сюлейман Садкъ, писар на султанския диван. Според гръцки източници в края на XVIII век жителите на Горно и Долно Янаково говорят „славомакедонски“.
В началото на XX век Янаково е чисто българско село във Воденска каза на Османската империя. Александър Синве („Les Grecs de l’Empire Ottoman. Etude Statistique et Ethnographique“), който се основава на гръцки данни, в 1878 година пише, че в Джанаковон (Djanakovon), Воденска епархия, живеят 60 гърци. В „Етнография на вилаетите Адрианопол, Монастир и Салоника“, издадена в Константинопол в 1878 година и отразяваща статистиката на населението от 1873 година, Янакиево (Yanakievo) е посочено като село във Воденска каза с 15 домакинства и 70 жители българи. В 1900 година според Васил Кънчов („Македония. Етнография и статистика“) в Янаково живеят 70 българи християни. По данни на секретаря на Българската екзархия Димитър Мишев („La Macédoine et sa Population Chrétienne“) в 1905 година в Янакиево (Yanakievo) има 72 българи патриаршисти гъркомани.

### В Гърция
В 1912 година през Балканската война в селото влизат гръцки войски, а след Междусъюзническата война в 1913 година Янаково остава в Гърция. В 1913 година Панайотис Деказос, отговарящ за земеделието при Македонското губернаторство, споменава Янаково (Γιαννάκοβον) като село населено със „славяногласни елини“. Боривое Милоевич пише в 1921 година („Южна Македония“), че Янаково (Јанаково) има 15 къщи славяни християни.
В 1922 година в селото са заселени 80 понтийски гърци бежанци от Понт. В 1928 година Янаково е смесено местно-бежанско селище със 17 бежански семейства и 79 жители бежанци.
По време на Гражданската война, през пролетта на 1947 година, жителите на селото са насилствено изселени от властите.
Тъй като по-голямата част от землището на Янаково се напоява от Голема река, в селото е развито овощарството и само ограничени площи се сеят с памук и пшеница.
Населението на Янаково в края на XX век е над 50% потомци на местни жители.
| Година    | 1913 | 1920 | 1928 | 1940 | 1951 | 1961 | 1971 | 1981 | 1991 | 2001 | 2011 | 2021 |
| --------- | ---- | ---- | ---- | ---- | ---- | ---- | ---- | ---- | ---- | ---- | ---- | ---- |
| Население | 47   | 128  | 229  | 461  | 418  | 504  | 444  | 440  | 468  | 410  | 415  | 388  |

## Личности
Родени в Янаково
- Ефросини Карасарлиду (р. 1962), гръцки политик